# 아랍 문자

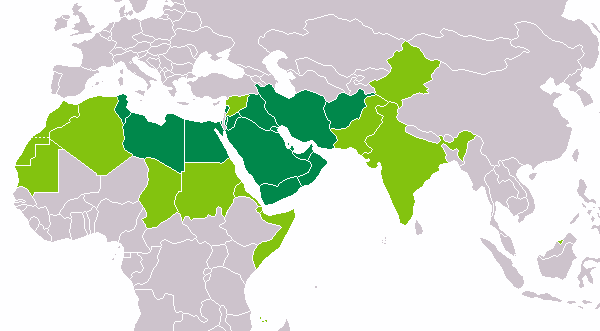
아랍 문자를 사용하는 국가:
유일한 문자
공용 문자

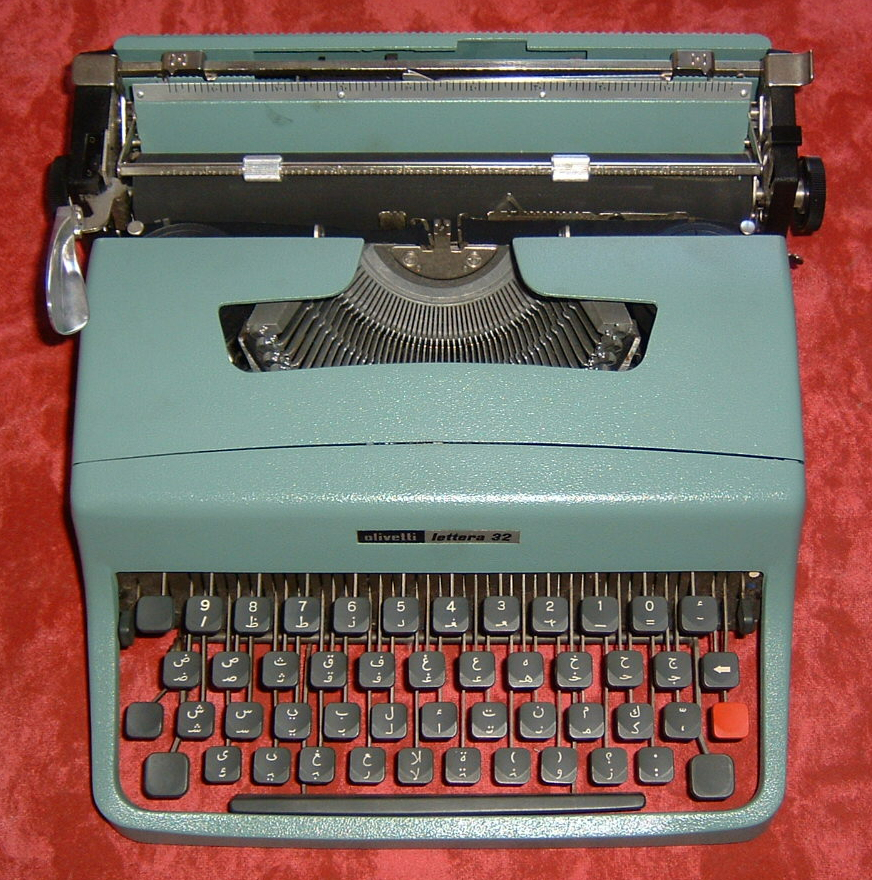
아랍 문자 타자기

아랍 문자(الأَبْجَدِيَّة العَرَبِيَّة 알아브자디야 알아라비야[*])는 아랍어를 표기하는데 사용되는 문자로, 세계에서 로마자와 더불어 많이 사용되는 문자이다. 28자의 자음 또는 반자음 문자로 구성되어 있는 아브자드 문자이며, 오른쪽에서 왼쪽으로 표기한다.

## 개요
이슬람의 경전인 꾸란이 아랍 문자로 표기되었으며, 이슬람교의 전파와 더불어, 아랍 문자는 동방 세계에 널리 퍼졌다. 이로 인해, 아랍어 뿐만 아니라 이슬람교의 영항을 받은 여러 언어에서도 표기 수단으로 사용되게 되었다. 아랍어가 속하는 셈어족에 속하는 언어보다, 오히려 다른 어족에 속하는 언어들이 이 문자를 쓰는 경우가 많은데, 페르시아어, 쿠르드어를 비롯해 우르두어, 신디어, 파슈토어 등의 언어가 아랍 문자를 사용한다. 튀르키예어, 말레이어는 현재는 라틴 문자를 이용하나, 한때 아랍 문자가 표기수단으로 사용되기도 했다.
아랍 문자는, 오른쪽에서 왼쪽으로 읽히며, 로마자 및 키릴문자와 같은 대문자 나 소문자의 구별은 없다. 아랍 문자는 손으로 쓸때나 인쇄될 때나 구부러진 곡선 형태를 가지며, 대부분의 문자가 인접하는 문자와 연결되는 형태를 띈다. 한 글자의 형태가 단독으로 사용될 때의 단독형 및, 문자의 배열에서 선두에 위치할때에 변형되는 어두형, 좌우의 문자와 연결되는 어중형, 맨 마지막에 표시될때에 변형되는 어말형의 네 가지 변형된 모양이 존재한다.
아랍 문자의 일부 문자는 같은 모양새에 점의 개수 및 위치에 따라 별도의 문자로 구별되는 특징을 갖고 있다. 예를 들어, [b]를 표시하는 바(ب)와 [t]를 표시하는 타(ت)는 모양새는 유사하나 [b]의 경우 점이 밑에, [t]는 2개의 점이 위에 표시된다.
아랍 문자는 자음을 나타내는 문자로 구성되어 있는 아브자드 문자의 특성을 갖고 있으며, 모음을 위한 문자는 없으나, 발음 구별을 위한 기호를 이용할 수 있으며, 세 종류의 장모음([a:] [i:] [u:]) 표기를 위해, 무음가 표기의 알리프(ا), [w]를 표시하는 와우(و), [y]를 표시하는 야(ي)를 사용한다. 아랍 문자는 기본 28자로 구성되나, 아랍 문자를 사용하는 아랍어 외의 언어에서는, 아랍어에는 없는 각 언어의 특수한 자음(p, ch, zh, g 등)을 표기 하기 위해 문자에 점이나 선을 추가한 별도의 문자를 사용하며, 또한 모음 표기를 위해 본래 아랍어에서 장모음 표기에 이용되는 문자(알리프, 와우, 야)를 이용하기도 한다.

## 역사
아랍 문자의 기원은, 아람 문자라 할 수 있다. 기원전 3세기에서부터 기원후 3세기경까지 세력을 유지한 페트라를 중심으로 하는 아랍계 나바테아인이 사용했던 아람 문자의 한 계통, 나바테아 문자에서 직접 발전된 문자이다. 당시의 나바테아 문자는, 다른 지역의 아람 문자와 마찬가지로, 문자와 문자 사이를 연결해서, 이어 쓰는 특징을 갖고 있었다. 나바테아인 활동 범위는 시리아 북부부터 예멘 방면에까지 넓은 범위에 미쳤으며, 4세기 경부터 히자즈(홍해 동쪽 해안)지방을 중심으로, 여타의 아랍인도 사용하기 시작했다. 당초 나바타이 인과 그 외의 아랍인과의 필기에 의한 의사소통은 이 문자를 이용한 아람어였으나, 점차로 자체 언어인 아랍어를 표기하는데도 쓰이게 되었다.
단, 아랍어는 원래의 아람어와 비교하여 자음 수가 더 많고, 무엇보다 최초의 아랍 문자 중 몇개는 원래 다른 문자와 같은 모양으로 표기되는 치명적인 결점을 갖고 있었다. 이 문제를 회피하기 위해 문자 구별을 위해 점이 추가되거나, 뒤의 문자와 연이어 쓰지 않는 문자가 정해지는 등, 이슬람교가 발생한 7세기경에 이르러서는 거의 현재의 형태를 갖추게 되었다. 단, 점의 사용은 당시에는 비공식적인 표기로 취급되어, 최초의 꾸란에는 점을 찍어 문자를 구별하는 방식이 배제되어 있었다. 이후, 꾸란을 정확하게 읽어야 할 필요성에서, 꾸란에도 점 표기가 채용되게 되고, 여기에 모음 표기를 위한 기호도 발명되었다. 현재에는 문자에 사용되는 점은 정서법의 일부로 고착되었으나, 모음 기호는, 일상적인 문서에서는 원칙적으로 사용되지 않는다.
이슬람교가 포교된 후의 아랍 문자는 '신(알라)이 내린 말씀'의 기록인 꾸란 및 종교 문헌의 표기에 사용되며, 이슬람교로 개종한 비아랍 민족에게도 신의 가르침에 가까운 문자로 인식되어, 페르시아어를 비롯해 여러 언어에서도 표기 수단으로 활용되게 되었다.
필립 K 히티 교수(레바논 출신)은 "아랍 문자는, 세계에서 라틴 문자 다음으로 널리 쓰이는 문자이다" 라고 그의 저서 『아랍의 역사(상)』（원저 1937년 발생）에서 말하며, 아랍 문자를 사용하는 언어로 페르시아어, 아프간어, 우르두어, 튀르키예어, 베르베르어, 말레이어를 언급했다.

## 아랍 문자가 사용되는 언어
현재, 문자 표기에 아랍 문자를 이용하는 언어로는, 아랍어는 물론, 페르시아어, 다리어, 쿠르드어, 파슈토어, 발루치어, 아제르바이잔어(주로 이란 지역), 신드어, 우르두어, 카슈미르어, 펀잡어(주로 파키스탄 지역에서), 위구르어, 카자흐어(주로 중국 지역), 타타르어, 크림 타타르어 옛 문자, 키르기스어 (주로 중국 지역), 베르베르어, 말레이어(주로 브루네이, 말레이지아 및 인도네시아에서는 무슬림 대상 미디어 및 종교 관련) 모로어,  (필리핀 모로족), 빠따니 말레이어, 발티어 등이 있다.
과거에 아랍 문자였다가, 표기 수단을 로마자로 변경한 언어로는 튀르키예어, 말레이어, 인도네시아어, 스와힐리어 등이 있다. 이들 언어에서 문자개혁이 일어난 이유는, 일상생활에서 아랍 문자를 배제함으로 탈 이슬람화, 서구화를 노리려는 동기, 혹은 간략한 표기체계를 선정함으로 인한 문해율 향상 및 모음 표기를 쉽게 하려는 등의 이유가 있다.
말레이어 및 인도네시아어, 스와힐러어 등은, 정부의 공용 표기법이 로마자가 바뀌었다 하더라도, 민간 단체 및 종교 관련 단체에서는 아랍 문자를 계속해서 이용하는 경우도 있는 등, 특별히 탄압을 받지는 않았으며, 특히 말레이어의 경우 아랍 문자를 사용한 표기법을 학교에서 제2정서법으로 교육하고 있다. 그러나 터키의 경우, 아랍 문자를 사용한 출판물을 금지하는 등, 아랍 문자의 사용 그 자체를 배격하는 식으로 로마자화를 진행했으며, 현재도 터키에서는 터키어에서 사용되는 로마자 29자 외의 문자를 이용한 출판물을 금지하고 있으며, 이는 아랍 문자를 이용한 터키어 표기 뿐만 아니라, 쿠르드어 탄압의 도구로도 이용되고 있다.
체첸어, 타타르어, 카자흐어, 키르기스어, 투르크멘어, 위구르어, 우즈벡어, 타지크어, 둥간어 등 구 소련 안의 무슬림 민족들의 언어의 표기는, 러시아 혁명 직후 일시적으로 로마자가 시도되었으나, 스탈린의 숙청이 시작되며 러시아어에 따라 키릴문자로 바뀌었다. 단, 현재에도 공식 문서는 키릴 문자 또는 로마자를 쓰나, 아랍 문자를 민간 종교 관련 단체에서는 사용되고 있다.
중국의 위구르어 등 무슬림 소수민족의 언어는, 소련의 영향을 받을 시절에는 키릴 문자화가 보급되었으나, 중소국경분쟁 후에는 소련 시절과의 차별성을 부각시키기 위해 한어 병음 풍의 로마자 표기가 진행되기도 했으나, 1980년대의 민족정책 전환에 따라 아랍 문자가 부활되었다. 현재의 위구르어에서 사용되는 아랍 문자는, 알리프, 와우에 점을 추가한 문자를 사용하여, 8개 모음 전체를 표기하는 식으로 개량된 문자이다.
한편, 중국에 거주하며 중국어(한어)를 쓰는 무슬림(현재의 회족)은 아랍 문자로 구어체의 한어를 표기하기도 했다. 이런 아랍 문자로 표기된 한어를 샤오얼징(小児経,小児錦)이라 하며, 꾸란 등의 경전의 주석에 이용되어 인쇄는 물론, 편지나 일기 등의 개인적 용도로도 사용되었다. 지금도 회족의 집중 거주 지역인 닝샤(寧夏) 또는 간쑤(甘粛)에서는, 이 샤오얼징이 부분적으로 사용된다고 한다. 또한, 구 소련 지역으로 이주한 회족은 둥간족으로 불리게 되나, 둥간어라 불리는 그들이 사용하는 한어의 일종도 예전에는 아랍 문자로 표기되었다. 또한, 중국 국내의 둥샹족 및 사라족 또한 아랍 문자를 이용하여 자체 언어를 표기하고 있다.
스페인어에서도 국내의 이슬람 교도를 중심으로 아랍 문자로 표기되는 경우가 있다.

## 아랍 문자의 형태
아랍 문자는, 인쇄체와 필기체 어느 쪽이든 구부러진 문자들이 단어 안에서 연결되어 쓰이며, 그 문자가 어느 위치에 왔느냐에 따라 모양새가 변형되는 형태를 띠고 있다. 단어의 맨 처음에 위치했을 때의 어두형, 문자와 문자 사이에 위치할 때의 어중형, 맨 마지막 문자일 때의 어미형, 단독형 등 4가지 형태를 가지고 있다. 단어와 단어 사이는 띄어서 쓰며, 단어 안의 문자는, 짧은 세로 줄로 연결된다. 단, 다음 6개의 문자는 (و ز ر ذ د ا) 앞의 문자와 연결되나, 뒤의 문자와는 연결되지 않는다. 예를 들어, أرارات (아라라트)의 문자는 모두 독립형인데, أ, ر 문자가 뒤의 문자와 연결되지 않기 때문이다. 한편, 문자와 문자가 결합하는 합자 현상도 존재하는데, 람 알리프(لا)가 그 예이다.

### 해 문자와 달 문자
아랍 문자는 정관사 ال이 앞에 붙을 때 일어나는 발음의 변화에 따라 해 문자(حروف شمسية 후루프 샴시야[*])와 달 문자(حروف قمرية 후루프 까마라[*])로 구별된다. 이러한 이름은 해 문자 중 ش으로 시작하는 해(شمسية)와 달 문자 중 ق로 시작하는 달(قمرية)에서 각각 유래한 것이다.

#### 해 문자
해 문자는 앞에 ال이 붙으면 ل이 묵음화 하며 대신 해 문자 스스로가 2중으로 발음된다.
- 예) شمسية(샴씨야(툰)) → الشمسية(앗샴씨야(투))

해 문자에 속하는 문자로는 ت, ث, د, ذ, ر, ز, س, ش, ص, ض, ط, ظ, ل, ن 이 있다.

#### 달 문자
달 문자는 앞에 ال이 붙어도 서로 간섭되지 않고 각자가 정상적으로 발음된다.
- 예) قمرية(까마리야(툰)) → القمرية(알까마리야(투))

달 문자에 속하는 문자로는 ا, ب, ج, ح, خ, ع, غ, ف, ق, ك, م, ه, و, ي, ء  가 있다.

## 아랍 문자의 목록
다음에 아랍 문자의 목록을 소개한다. 28개의 기본 문자 외에, 특수 기호가 존재하며, 아랍어 외의 언어에서만 사용되는 변형된 문자가 있다.

### 기본 문자
아랍어에서는 기본 28자의 자음 문자에, 함자 기호가 사용된다.
| 문자   | 문자   | 문자   | 문자   | 문자명        | 음가               |
| 단독형 | 어두형 | 어중형 | 어말형 | 문자명        | 음가               |
| ------ | ------ | ------ | ------ | ------------- | ------------------ |
| ا      | ا      | ‍ﺎ       | ‍ﺎ       | 알리프 (Alif) | 무음 혹은 /aː/ (※) |
| ﺏ      | ﺑ      | ﺒ      | ﺐ      | 바 (Bāʾ)      | /b/                |
| ﺕ      | ﺗ      | ﺘ      | ﺖ      | 타 (Tāʾ)      | /t/                |
| ﺙ      | ﺛ      | ﺜ      | ﺚ      | 사 (Thā)      | /θ/                |
| ﺝ      | ﺟ      | ﺠ      | ﺞ      | 짐 (Jīm)      | /ʤ/                |
| ح      | ﺣ      | ﺤ      | ﺢ      | 하 (Ḥā)       | /ħ/                |
| خ      | ﺧ      | ﺨ      | ﺦ      | 카 (Khā)      | /x/                |
| د      | د      | ﺪ      | ﺪ      | 달 (Dāl)      | /d/                |
| ذ      | ذ      | ﺬ      | ﺬ      | 달 (Dhāl)     | /ð/                |
| ر      | ر      | ﺮ      | ﺮ      | 라 (Rā)       | /r/                |
| ز      | ز      | ﺰ      | ﺰ      | 자이 (Zāy)    | /z/                |
| ﺱ      | ﺳ      | ﺴ      | ﺲ      | 신 (Sīn)      | /s/                |
| ش      | ﺷ      | ﺸ      | ﺶ      | 쉰 (Shīn)     | /ʃ/                |
| ص      | ﺻ      | ﺼ      | ﺺ      | 사드 (Ṣād)    | /sˤ/               |
| ض      | ﺿ      | ﻀ      | ﺾ      | 다드 (Ḍād)    | /dˁ/               |
| ط      | ﻃ      | ﻄ      | ﻂ      | 타 (Ṭāʾ)      | /tˁ/               |
| ظ      | ﻇ      | ﻈ      | ﻆ      | 다 (Ẓāʾ)      | /ðˁ/               |
| ع      | ﻋ      | ﻌ      | ﻊ      | 아인 (ʿAyn)   | /ʕ/                |
| غ      | ﻏ      | ﻐ      | ﻎ      | 가인 (Ġayn)   | /ɣ/                |
| ف      | ﻓ      | ﻔ      | ﻒ      | 파 (Fāʾ)      | /f/                |
| ق      | ﻗ      | ﻘ      | ﻖ      | 까프 (Qāf)    | /q/                |
| ك      | ﻛ      | ﻜ      | ﻚ      | 카프 (Kāf)    | /k/                |
| ل      | ﻟ      | ﻠ      | ﻞ      | 람 (Lām)      | /l/                |
| م      | ﻣ      | ﻤ      | ﻢ      | 밈 (Mīm)      | /m/                |
| ن      | ﻧ      | ﻨ      | ﻦ      | 눈 (Nūn)      | /n/                |
| ه      | ﻫ      | ﻬ      | ﻪ      | 하 (Hā)       | /h/                |
| و      | و      | ﻮ      | ﻮ      | 와우 (Wāw)    | /w/                |
| ي      | ﻳ      | ﻴ      | ﻲ      | 야 (Yā)       | /j/                |
|        |        |        |        |               |                    |
| ء      | ء      | ء      | ء      | 함자 (Hamza)  | /ʔ/                |

※ ا(알리프)는 고유의 음가를 갖지 않으며, 다음 형태로 사용된다.
1. 어두에서 /a/ /i/ /u/ 중 하나의 발음을 표시 (이때 ء(함자, /ʔ/) 가 붙는 경우도 있음)
2. 어중, 어말에서 다른 자음 문자의 뒤에 붙어 장음 /aː/를 표시
3. 어중, 어말에서 /a/의 음가 표시용 함자와 함께 쓰임

### 변형 문자
다음 문자들은 기본 문자에 포함되지 않고, 기본 문자의 변형으로 취급한다.
| 문자   | 문자   | 문자   | 문자   | 문자명                         | 로마자표기    | 음가       | 설명                                            |
| 단독형 | 어두형 | 어중형 | 어말형 | 문자명                         | 로마자표기    | 음가       | 설명                                            |
| ------ | ------ | ------ | ------ | ------------------------------ | ------------- | ---------- | ----------------------------------------------- |
| ﺓ      | —      | —      | ــة    | 타 마르부타(tāʾ marbūṭa)       | h / t / ʰ / ẗ | [a], [at]  | ت의 변형. 명사, 형용사 뒤에 붙어 여성형을 만듦. |
| ى      | ىــ    | ــىــ  | ــى    | 알리프 마끄수라(ʾalif maqṣūra) | ā / ỳ         | [aː]       | 알리프(ا)의 변형. 특정 어휘의 어미에만 붙음.    |
| لا     | —      | —      | ــلا   | 람 알리프(lām ʾalif)           | lā            | [laː]（※） | 람(ل)과 알리프(ا)의 합자 (※)                    |

※ 알리프(ا) 로 시작하는 어휘 앞에 정관사 ال(알) 이 붙을 경우 등에 나타난다.  이와 같이 /(ʔ)a/ /(ʔ)i/ /(ʔ)u/ 음가를 갖는 어두 ا의 바로 앞에 람(ل)이 와 'لا'가 될 경우, 음가는 /laː/ 가 아니라, /l(ʔ)a/ /l(ʔ)i/ /l(ʔ)u/ 중 하나가 된다. (예: إسلام (Islām) + ال (al) → الإسلام (al-Islām))
- 람(ل)의 뒤에 함자가 있는 알리프(إ ,أ)가 붙을 경우 لإ ,لأ과 같이 لا의 위아래에 함자가 붙는 형태가 된다.

### 발음 기호
아랍 문자의 발음 기호는, 현대 표준 아랍어의 통상 표기에서는 생략되며, 어린이 대상 교육 자료 또는 해설용 텍스트 등에 사용된다.

#### 모음 기호
| 기호 | 이름           | 음가 | 역할                |
| ---- | -------------- | ---- | ------------------- |
| َ     | 파트하(fatḥah) | [a]  | 단모음 /a/          |
| ِ     | 카스라(kasrah) | [i]  | 단모음 /i/          |
| ُ     | 돰마(ḍammah)   | [u]  | 단모음 /u/          |
| ْ     | 스쿤(sukūn)    | [-]  | 모음이 없음을 표시. |

#### 탄윈
탄윈(تنوين) 기호는 발음 기호를 두번 써서, [-n] 발음을 부가하며, 이는 문장에서의 격을 나타내는데 사용된다.
| 기호 | 이름               | 음가 | 역할                             |
| ---- | ------------------ | ---- | -------------------------------- |
| ً     | 파트하탄(fathatan) | [an] | /an/. 비한정 대격을 표시         |
| ٍ     | 카스라탄(kasratan) | [in] | /in/ 비한정 속격 (소유격)을 표시 |
| ٌ     | 돰마탄(dammatan)   | [un] | /un/ 비한정 주격을 표시          |

#### 자음 관련 기호
| 기호        | 이름                              | 음가           | 역할 |
| ----------- | --------------------------------- | -------------- | --- |
| آ ٓ (لآ ـلآ) | 맛다(madda)                       | [ʔaː] ([lʔaː]) | 함자가 붙은 알리프(أ) 가 옴을 표시. 장음부호 /ʔa/음가의 أ 및 لأ 에만 붙는다.                                       |
| ٱ           | 와슬라(wasla)                     | [-]            | 알리프 전용 묵음 기호. 함자가 붙지 않는 어두의 알리프의 발음이, (다른 단어가 앞에 옴으로 인해) 묵음 처리됨을 표시. |
| ٰ            | 알리프 칸자리야(alif khanjariyya) | [aː]           | 표기상 알리프가 생략되었음을 표시. 미니 알리프 (※)                                                                 |
| ّ            | 샷다(shadda)                      | [CC]           | 자음 중복 기호. 같은 자음이 두개가 연속으로 옴을 표시.                                                             |

이슬람 서법으로 쓴 알라

※ 이슬람교의 신 알라는 아랍어 표기로  الله 이며, 샷다( ّ  )위에 짧은 선이 그어져 있는데, 이것도 미니 알리프의 일종이다. 키보드로 입력할 때 람(ل) + 람(ل) + 하(ه)를 입력하면 자동적으로 이 기호가 붙는다.

### 아랍 문자의 전통 순서
아랍 문자의 사전상 순서는 위에서 소개한 순서를 따르며, 이는 현재 사용되는 문자들을 비슷한 자형을 한군데로 모아서 배열한 형태이다. 이 외에, 페니키아 문자 이래로 사용되어온 아브자드 순이라는 전통적인 순서도 존재한다. 지역에 따라 조금씩 차이가 존재하나, 가장 일반적인 순서는 다음과 같다.(오른쪽에서 왼쪽 방향으로 읽는다) 아브자드 순은 아랍 문자를 사용한 항목 번호 표기 등에 사용되며, 아랍 문자로 숫자를 표기하는 아브자드 숫자 용법에서도 이 순서를 따른다.
| ن    | م   | ل   | ك   | ي   | ط   | ح   | ز   | و   | ه   | د  | ج  | ب  | ا  | 문자        |
| n    | m   | l   | k   | y   | ṭ   | ḥ   | z   | w   | h   | d  | j  | b  | ʼ  | 로마자 표기 |
| 50   | 40  | 30  | 20  | 10  | 9   | 8   | 7   | 6   | 5   | 4  | 3  | 2  | 1  | 수치        |
| غ    | ظ   | ض   | ذ   | خ   | ث   | ت   | ش   | ر   | ق   | ص  | ف  | ع  | س  | 문자        |
| ḡ    | ẓ   | ḍ   | ḏ   | ḵ   | ṯ   | t   | š   | r   | q   | ṣ  | f  | ‘  | s  | 로마자 표기 |
| 1000 | 900 | 800 | 700 | 600 | 500 | 400 | 300 | 200 | 100 | 90 | 80 | 70 | 60 | 수치        |

아브자드 순은 중간에 모음을 삽입하여, 'abjad hawwaz ḥuṭṭī kalaman sa‘faṣ qurišat ṯaḵaḏ ḍaẓaḡ 식으로 외울 수 있다.

## 추가 문자

### 기본 문자의 지역에 따른 변화형
다음 문자들은, 지역에 따라 전통적으로 써온 기본 문자의 변화형이다.
| 문자   | 문자   | 문자   | 문자   | 설명 |
| 독립형 | 어말형 | 어중형 | 어두형 | 설명 |
| ------ | ------ | ------ | ------ | --- |
| ڛ      | ـڛ     | ـڛـ    | ڛـ     | 신(س)의 변형. 페르시아 문자의 영향. 과거 오토만 제국의 터키어에서 쓰임. |
| ڢ      | ـڢ     | ـڢـ    | ڢـ     | 마그레브 지역(리비아, 알제리 제외)에서 전통적으로 써온 파(ف)의 변형. |
| ڧ/ٯ    | ـڧ/ـٯ  | ـڧـ    | ڧـ     | 마그레브 지역(리비아, 알제리 제외)에서 전통적으로 사용된 까프(ق)의 변형. 독립형/어미형에서는 점이 없고 어두형/어중형에서는 점이 있음.                                                   |
| ک      | ـک     | ـکـ    | کـ     | 카프(ك)의 변형. 오토만 터키어의 영향으로 마그레브 쪽에서 사용됨. 페르시아 문자와 걸프 아랍어 표기에서 현재까지도 사용.                                                                  |
| ی      | ـی     | ـیـ    | یـ     | 이집트, 수단(나일강), 마그레브 지역에서 사용되는 야(ي)의 변형. 독립형 및 어미형에서 점을 안찍음. 모양새로는 알리프 마끄수라(ى)와 동일. 페르시아 문자와 걸프 아랍어에서 현재까지도 사용. |

### 아랍 문자 유래의 변형 문자
아랍어에 존재하지 않는 발음 표기를 위해, 기본 아랍 문자에 바탕을 둔 몇가지 변형 문자가 사용되며, 이들 문자는 차용어, 방언의 단어들, 또는 각국의 발음의 표기 등에 사용된다.
아랍어 외에 페르시아어(페르시아 문자), 파슈토어(파슈토 문자), 위구르어, 우르두어, 펀잡어(샤무키 문자) 등에서도 사용된다.
| 문자 | 발음 | 설명 |
| ---- | ---- | --- |
| ڤ    | /v/  | /v/ 발음의 이름, 차용어 표기를 위해 파(ف) 대신 사용됨. ڨ와 혼동 주의.                                                        |
| ڥ    | /v/  | 튀지니, 알제리, 모로코에서 사용됨.                                                                                           |
| پ    | /p/  | /p/발음의 이름, 차용어 표기를 위해 바(ب) 대신 사용되기도 함. ب를 그대로 쓰고 /p/ 발음하는 경우도 있음.                       |
| ڜ    | /t͡ʃ/ | 모로코에서 사용됨. |
| چ    | /t͡ʃ/ | 걸프 아랍어 및 이라크에서 해당 발음의 명칭, 차용어 표기를 위해 종종 사용됨. 타-쉰의 연속 표기(تش)도 사용됨. (예: 차드(تشاد)) |
| چ    | /ʒ/  | 이집트에서 사용됨. ( 본래 /d͡ʒ/ 발음을 위한 ج 대신. 이집트에서는 ج는 /ɡ/ 발음 표기에 사용된다)                                |
| چ    | /ɡ/  | 이스라엘에서 도로 표지명에서 사용.                                                                                           |
| گ    | /ɡ/  | 북아프리카 및 서아시아 지역에서 사용됨.                                                                                      |
| ڨ    | /ɡ/  | 튀니지 및 알제리에서 차용어 표기에 사용됨. 또는 몇개의 단어에서 까프(ق)의 지역 방언 표기에도 사용됨. ڤ와 혼동 주의.          |
| ڭ    | /ɡ/  | 모로코에서 사용됨. |
| ڠ    | /ɡ/  | 걸프 지역에서 드물게 사용됨.                                                                                                 |

## 아랍 문자 유래 언어 추가 문자
다음 문자는 페르시아 문자, 위구르 문자 및 우르두 문자에서 추가된 문자들이다.
| 문자   | 문자   | 문자   | 문자   | 글자 확대 | 문자명       | 음가                                                    |
| 단독형 | 어두형 | 어중형 | 어말형 | 글자 확대 | 문자명       | 음가                                                    |
| ------ | ------ | ------ | ------ | --------- | ------------ | ------------------------------------------------------- |
| ڭ      | ﯕ      | ﯖ      | ﯔ      |           | 응 (Ng)      | /ŋ/ 위구르 문자                                         |
| گ      | ﮔ      | ﮕ      | ﮓ      |           | 가프 (Gāf)   | /g/ 페르시아 문자. 소라니 쿠르드어, 위구르어에서도 사용 |
| ﭪ      | ﭬ      | ﭭ      | ﭫ      |           | 베 (Ve)      | /v/ 소라니 쿠르드어에서 사용                            |
| ژ      | (없음) | (없음) | ـژ     |           | 제 (Zhe)     | /ʒ/ 페르시아 문자, 위구르 문자                          |
| ﭺ      | ﭼ      | ﭽ      | ﭻ      |           | 체 (Che)     | /tʃ/ 페르시아 문자, 위구르 문자                         |
| پ      | ﭘ      | ﭙ      | ﭗ      |           | 페 (Pe)      | /p/ 페르시아 문자, 위구르 문자                          |
| ھ      | ھــ    | ــھــ  | ــھ    |           | Dochasmee hā | [hāː] ه의 변형. 우르두어에서 사용.                      |

-->

## 아랍 숫자
| 서아라비아 숫자        | 0 | 1 | 2 | 3 | 4 | 5 | 6 | 7 | 8 | 9 |
| 동아라비아 숫자        | ٠ | ١ | ٢ | ٣ | ٤ | ٥ | ٦ | ٧ | ٨ | ٩ |
| 페르시아 아라비아 숫자 | ۰ | ۱ | ۲ | ۳ | ۴ | ۵ | ۶ | ۷ | ۸ | ۹ |
| 우르두어 아라비아 숫자 |   |   |   |   |   |   |   |   |   |   |

아랍 문자와 함께 사용되는 숫자에는 서아라비아 숫자(현대 서구권 및 한국어에서 아라비아 숫자로 통용됨)와 동아라비아 숫자가 있다. 오늘날 북아프리카 지역에서는 서아라비아 숫자가 사용된다. 서아라비아 숫자와 마찬가지로, 동아라비아 숫자는 왼쪽에서 오른쪽으로 쓰며, 왼쪽으로 갈 수록 큰 자릿수를 의미한다.

### 아브자드 숫자
숫자를 위한 전용 문자 외에, 아랍 문자 자체를 숫자를 나타내는 아브자드 숫자가 존재한다. 아랍어의 아브자드 순서로 매겨진 문자를 숫자에 대응시켜, 알리프(ا)를 1로, 바(ب)를 2로 짐(ج)을 3으로 매기며, 야(ي)=10, 카프(ك)=20, 람(ل) = 30, …, 라(ر) = 200, …, 가인(غ) = 1000이 된다. 항목의 순서 또는 크로노그램(연대 표시) 등에 사용된다.

## 컴퓨터에서의 아랍어

### 키 배열
윈도우의 아랍어 컴퓨터 자판 배열은 다음과 같다.

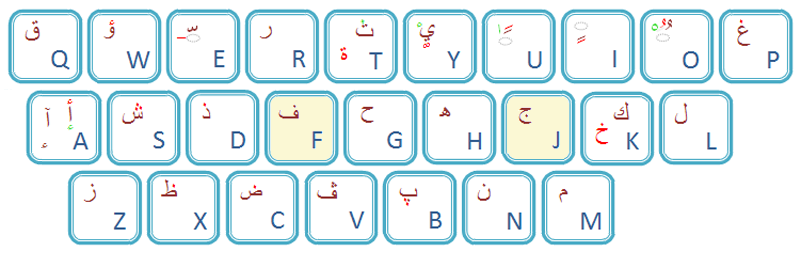
QWERTY 자판 배열에 추가된 인텔라크 배열

맥 컴퓨터 자판 배열은 다음과 같다.

### 문자 코드
아랍어를 위한 문자 코드는 다음과 같은 것들이 있다.
- 마이크로소프트 윈도우 코드페이지 1256. 아랍 문자 외에 페르시아 문자, 우르드 문자도 추가되어 있으며, 아랍어 로마자 표기를 위한 엑센트 부가 소문자도 있다. 다른 코드와의 호환성 없음.
- ASMO 449 - 7비트 코드. 아랍어 전용.
- ASMO-708 - ASMO-449를 바탕으로 한 8비트 코드.
- ISO/IEC 8859-6 - 8비트 코드. ASMO-708를 포함.
- MS-DOS 코드 페이지 720
- MS-DOS 코드 페이지 864. 아랍어 타이프라이터와 마찬가지로 어두형, 어중형, 어말형, 독립형이 별도로 번호가 매겨져 있다.

Unicode에서는 다음 구획이 아랍 문자를 위해 획정되어 있다.
- Arabic (U+0600 - U+06FF)
- Arabic Supplement (U+0750 - U+077F) 아프리카 계 언어군, 코와르어, 투르와리어, 부르샤스키어, 옛날 페르시아 문자
- Arabic Extended-A (U+08A0 - U+08FF) 아프리카 계(세네갈, 차드, 카메룬 등) 언어군. 로힌야어 문자, 필리핀에서 사용되는 문자 등을 포함[7]
- Arabic Presentation Forms-A (U+FB50-FDFF)
- Arabic Presentation Forms-B (U+FE70-FEFF)

## 같이 보기
- 페르시아 문자
- 우르두 문자
- 자위 문자
- 히브리 문자
- 원시 가나안 문자
- 시리아 문자
- 그으즈 문자